# Фредерік Сюріґ
Фредерік Сюріґ (англ. Frederick Suerig, 21 червня 1878 — 8 грудня 1929) — американський академічний веслувальник.
Срібний призер Олімпійських Ігор 1904 року в складі розпашної четвірки без стернового.